# Oliver Jackson-Cohen
Oliver Jackson-Cohen (Londen, 24 oktober 1986) is een Engels acteur. Hij speelde in diverse films en series, waaronder Faster, The Invisible Man en The Haunting of Hill House.

## Filmografie

### Film
- 2008: The Rooftopsmiths, als Marcus
- 2010: Going the Distance, als Damon
- 2010: Faster, als moordenaar
- 2011: What's Your Number?, als Eddie Vogel
- 2012: Destinée, als Nick
- 2012: The Raven, als John Cantrell
- 2016: Despite the Falling Snow, als Misha
- 2016: The Healer, als Ales Bailey
- 2020: The Invisible Man, als Adrian Griffin
- 2021: The Lost Daughter, als Toni
- 2022: Mr. Malcolm's List, als Heer Cassidy
- 2022: Emily, als William Weightman
- 2023: Jackdaw, als Jack Dawson
- 2025: The World Will Tremble, als Solomon

### Televisie
- 2002: Hollyoaks, als Jean-Pierre
- 2007: The Time of Your Life, als Marcus
- 2008: Lark Rise to Candleford, als Phillip White
- 2008: Bonekickers, als Colm
- 2012: World Without End, als Ralph Fitzgerald
- 2013: Mr Selfridge, als Roderick 'Roddy' Temple
- 2013-2014: Dracula, als Jonathan Harker
- 2014: The Great Fire, als James, Duke of York
- 2015: The Secret River, als William Thornhill
- 2017: Emerald City, als Roan / Lucas
- 2017: Man in an Orange Shirt, als Michael Berryman
- 2018: The Haunting of Hill House, als Luke Crain
- 2020: The Haunting of Bly Manor, als Peter Quint
- 2022-2025: Surface, als James Ellis
- 2023: Wilderness, als Will Taylor
- 2025: Towards Zero, als Nevile Strange